# Offenburg
Offenburg er en by i Tyskland i delstaten Baden-Württemberg med cirka 60.000 indbyggere. Byen er er den største i amtet Ortenaukreis.

## Geografi
Offenburg ligger nær Rhinen mellem Karlsruhe og Freiburg. Den franske by Strasbourg ligger 20 km mod vest på den anden side af Rhinen. Offenburg bliver ofte kaldt "Tor zum Schwarzwald" Indgangen til Schwarzwald. Offenburg ligger ved mundingen af floddalen Kinzig der løber ud af Schwarzwald og møder Rhinen nær Kehl.
Offenburgs nabobyer og kommuner er Appenweier, Durbach, Ohlsbach, Ortenberg (Baden), Berghaupten, Hohberg, Schutterwald, Kehl und Willstätt. Bydelene er inddelt i områderne, centrum Kernstadt, Hildboltsweier, Uffhofen (Offenburg), Albersbösch og de på grund af kommunalreformen i 1970erne indlemmede i nutiden bydele Bohlsbach, Bühl, Elgersweier, Fessenbach, Griesheim, Rammersweier, Waltersweier, Weier, Windschläg, Zell-Weierbach og Zunsweier.

## Historie
Første gang Offenburg blev nævnt på skrift var i året 1148. I 1240 blev Offenburg en fri rigsstad Freie Reichsstadt, men blev senere pantsat flere gange. 1689 blev byen i den Phalsiske arvefølge krig fuldstændig ødelagt. 1701 til 1771 var Offenburg under grevskabet Baden.
I året 1803 mistede Offenburg sin status som en fri rigsstad og blev en del af delstaten Baden, der 1806 blev et storhertugdømme og Offenburg blev hovedsæde for amtkredsen.
Lige før revolutionen i Baden, som var en del af Martsrevolutionen 1848/1849, blev der på en beværtning i Offenburg den 12. september 1847 proklameret at folket i Baden krævede flere borgelige rettigheder og den 19. marts 1848 fandt den 2. Offenburger Volksversammlung med 20.000 deltagere sted, hvor kravene fra 1847 blev udvidet. Møderne førte til at folket i Baden på demokratisk vis overtog magten i 1849 og blev dermed Tysklands første republikanske-demokratiske regering.
1939 blev Offenburg hovedsæde for Landkreis Offenburg. I slutningen af 1930erne havde Offenburg 20.000 indbyggere og i april 1956 blev den udnævnt til en større amtsby Großen Kreisstadt.
1940 blev de sidste jøder, der boede i byen deporteret.
I begyndelsen af 1970erne blev de 11 tidligere selvstændige kommuner en del af byen

## Kultur og Seværdigheder
Offenburg er kendt for sine historiske bygningsværkere og pladser. På Marktplatz står der flere barokke huse, bl.a. Rådhuset. På pladsen befinder sig også St. Ursulasäule fra 1961, som er indviet til Offenburgs skytshelgen. Ved Fischmarkt ses Hirschapoteket Hirschapotheke, Løvebrønden Löwenbrunnen og Salthuset das Salzhaus. Af andre betydningsfulde bygningsværker er der det tidligere gæstehus der Salmen, hvor folket 1847 krævede deres rettigheder i Baden, det jødiske ritualbad Ritualbad, Ridehuset, den tidligere kongsgård ehemalige Königshof, die Einhornapotheke og das Becksche Haus. I Borgerparken Bürgerpark står det gamle nyrestauerede "Billet's Schlösschen", som i dag delvis benyttes som domhus. Midt i 1990erne blev den amerikanske kunstner Jonathan Borofsky s skulptur mandlig/kvindelig Männlich/Weiblich indviet på Platz der Verfassungsfreunde i den østlige bydel.
Kirkerne i midterbyen er die Heilig-Kreuz-Kirche, som efter den store bybrand i Offenburg i 1689, i år 1700 blev genopført på fundamenterne af en kirke fra det 13. århundrede, die Dreifaltigkeitskirche fra 1908, das Kapuzinerkloster med kirke fra 1647, tjente efter klosterets nedlæggelse fra 1847 som evangelisk Kirke og fra 1873 som katolsk Kirke, Franziskanerklosteret (genopført efter bybranden i 1689), Klosteret Unserer Lieben Frau og den evangeliske bykirke fra 1864.

## Kendte beboere
- Josef Kohler
- Lorenz Oken
- Walter Pfeiffer
- Hanns Martin Schleyer

## Ekstern henvisning
- Byens hjemmeside (tysk)

- Wikimedia Commons har flere filer relateret til Offenburg